# سيدني فيرنون بيترسن
سيدني فيرنون بيترسن (بالإنجليزية: Sydney Vernon Petersen)‏ هو شاعر جنوب أفريقي، ولد في 1914، وتوفي في 1987.